# Embajada de la República Popular China en Argentina
La Embajada de la República Popular China en la República Argentina es la principal representación diplomática de  China en Argentina. Se encuentra situada en la Avenida Crisólogo Larralde 5349 del barrio de Saavedra en la Ciudad de Buenos Aires, Argentina.
La Sección Consular de la Embajada de la República Popular China atiende de lunes a jueves de 9 a 12:30. La Embajada atiende de lunes a viernes de 9.00 a 13.00 o de 15.00 a 17.00.

## Intento de atentado
El 5 de junio de 2020, la embajada sufrió un atentado. Un joven llamado Gastón Sanda estrelló su coche contra el portón, ya que aseguraba tener información que relacionaba a la CIA y a la Covid-19, y tenía que hablar inmediatamente con el embajador.